# Spanish stroll
Spanish stroll is een lied van Mink DeVille. Het werd in 1977 uitgebracht op een single met Mixed up, shook up girl op de B-kant. In het Verenigd Koninkrijk stond echter Gunslinger op de B-kant. DeVille schreef het nummer zelf.
De single bereikte de hitlijsten in verschillende landen en kwam in België en Nederland hoog in de Top 10 te staan. Ook stond het tot en met 2021 jaarlijks in de Top 2000 van NPO Radio 2.
Het nummer werd gebruikt in de film In the land of women (2007) met hoofdrollen voor Adam Brody en Kristen Stewart.

## Hitnoteringen

### Nederlandse Top 40
| Hitnotering: week 22-10-1977 t/m 14-01-1978 | Hitnotering: week 22-10-1977 t/m 14-01-1978 | Hitnotering: week 22-10-1977 t/m 14-01-1978 | Hitnotering: week 22-10-1977 t/m 14-01-1978 | Hitnotering: week 22-10-1977 t/m 14-01-1978 | Hitnotering: week 22-10-1977 t/m 14-01-1978 | Hitnotering: week 22-10-1977 t/m 14-01-1978 | Hitnotering: week 22-10-1977 t/m 14-01-1978 | Hitnotering: week 22-10-1977 t/m 14-01-1978 | Hitnotering: week 22-10-1977 t/m 14-01-1978 | Hitnotering: week 22-10-1977 t/m 14-01-1978 | Hitnotering: week 22-10-1977 t/m 14-01-1978 | Hitnotering: week 22-10-1977 t/m 14-01-1978 | Hitnotering: week 22-10-1977 t/m 14-01-1978 | Hitnotering: week 22-10-1977 t/m 14-01-1978 |
| Week:                                       | 1                                           | 2                                           | 3                                           | 4                                           | 5                                           | 6                                           | 7                                           | 8                                           | 9                                           | 10                                          | 11                                          | 12                                          | 13                                          |                                             |
| ------------------------------------------- | ------------------------------------------- | ------------------------------------------- | ------------------------------------------- | ------------------------------------------- | ------------------------------------------- | ------------------------------------------- | ------------------------------------------- | ------------------------------------------- | ------------------------------------------- | ------------------------------------------- | ------------------------------------------- | ------------------------------------------- | ------------------------------------------- | ------------------------------------------- |
| Positie:                                    | 28                                          | 21                                          | 14                                          | 9                                           | 6                                           | 3                                           | 3                                           | 4                                           | 6                                           | 10                                          | 12                                          | 21                                          | 38                                          | uit                                         |

### NederlandseSingle Top 100
| Hitnotering: 22-10-1977 t/m 14-01-1978 | Hitnotering: 22-10-1977 t/m 14-01-1978 | Hitnotering: 22-10-1977 t/m 14-01-1978 | Hitnotering: 22-10-1977 t/m 14-01-1978 | Hitnotering: 22-10-1977 t/m 14-01-1978 | Hitnotering: 22-10-1977 t/m 14-01-1978 | Hitnotering: 22-10-1977 t/m 14-01-1978 | Hitnotering: 22-10-1977 t/m 14-01-1978 | Hitnotering: 22-10-1977 t/m 14-01-1978 | Hitnotering: 22-10-1977 t/m 14-01-1978 | Hitnotering: 22-10-1977 t/m 14-01-1978 | Hitnotering: 22-10-1977 t/m 14-01-1978 | Hitnotering: 22-10-1977 t/m 14-01-1978 | Hitnotering: 22-10-1977 t/m 14-01-1978 | Hitnotering: 22-10-1977 t/m 14-01-1978 |
| Week:                                  | 1                                      | 2                                      | 3                                      | 4                                      | 5                                      | 6                                      | 7                                      | 8                                      | 9                                      | 10                                     | 11                                     | 12                                     | 13                                     |                                        |
| -------------------------------------- | -------------------------------------- | -------------------------------------- | -------------------------------------- | -------------------------------------- | -------------------------------------- | -------------------------------------- | -------------------------------------- | -------------------------------------- | -------------------------------------- | -------------------------------------- | -------------------------------------- | -------------------------------------- | -------------------------------------- | -------------------------------------- |
| Positie:                               | 28                                     | 15                                     | 13                                     | 9                                      | 8                                      | 8                                      | 9                                      | 4                                      | 10                                     | 10                                     | 11                                     | 15                                     | 24                                     | uit                                    |

### VlaamseVRT Top 30
| Hitnotering: 12-11-1977 t/m | Hitnotering: 12-11-1977 t/m | Hitnotering: 12-11-1977 t/m | Hitnotering: 12-11-1977 t/m | Hitnotering: 12-11-1977 t/m | Hitnotering: 12-11-1977 t/m | Hitnotering: 12-11-1977 t/m | Hitnotering: 12-11-1977 t/m | Hitnotering: 12-11-1977 t/m | Hitnotering: 12-11-1977 t/m | Hitnotering: 12-11-1977 t/m | Hitnotering: 12-11-1977 t/m |
| Week:                       | 1                           | 2                           | 3                           | 4                           | 5                           | 6                           | 7                           | 8                           | 9                           | 10                          |                             |
| --------------------------- | --------------------------- | --------------------------- | --------------------------- | --------------------------- | --------------------------- | --------------------------- | --------------------------- | --------------------------- | --------------------------- | --------------------------- | --------------------------- |
| Positie:                    | 17                          | 21                          | 17                          | 17                          | 8                           | 9                           | 8                           | 7                           | 20                          | 15                          | uit                         |

### VlaamseUltratop 50
| Hitnotering: 12-11-1977 t/m 21-01-1978 | Hitnotering: 12-11-1977 t/m 21-01-1978 | Hitnotering: 12-11-1977 t/m 21-01-1978 | Hitnotering: 12-11-1977 t/m 21-01-1978 | Hitnotering: 12-11-1977 t/m 21-01-1978 | Hitnotering: 12-11-1977 t/m 21-01-1978 | Hitnotering: 12-11-1977 t/m 21-01-1978 | Hitnotering: 12-11-1977 t/m 21-01-1978 | Hitnotering: 12-11-1977 t/m 21-01-1978 | Hitnotering: 12-11-1977 t/m 21-01-1978 | Hitnotering: 12-11-1977 t/m 21-01-1978 | Hitnotering: 12-11-1977 t/m 21-01-1978 | Hitnotering: 12-11-1977 t/m 21-01-1978 |
| Week:                                  | 1                                      | 2                                      | 3                                      | 4                                      | 5                                      | 6                                      | 7                                      | 8                                      | 9                                      | 10                                     | 11                                     |                                        |
| -------------------------------------- | -------------------------------------- | -------------------------------------- | -------------------------------------- | -------------------------------------- | -------------------------------------- | -------------------------------------- | -------------------------------------- | -------------------------------------- | -------------------------------------- | -------------------------------------- | -------------------------------------- | -------------------------------------- |
| Positie:                               | 23                                     | 21                                     | 20                                     | 15                                     | 13                                     | 6                                      | 5                                      | 9                                      | 13                                     | 18                                     | 30                                     | uit                                    |

### Andere landen
| Hitlijst            | Piekpositie | Aantal weken |
| ------------------- | ----------- | ------------ |
| Verenigd Koninkrijk | 20          | 9            |
| Nieuw-Zeeland       | 25          | 9            |

### NPO Radio 2 Top 2000
| Nummer met noteringen in de NPO Radio 2 Top 2000 | '99  | '00 | '01 | '02  | '03 | '04 | '05 | '06 | '07 | '08 | '09 | '10 | '11 | '12 | '13  | '14  | '15  | '16  | '17  | '18  | '19  | '20  | '21  |
| ------------------------------------------------ | ---- | --- | --- | ---- | --- | --- | --- | --- | --- | --- | --- | --- | --- | --- | ---- | ---- | ---- | ---- | ---- | ---- | ---- | ---- | ---- |
| Spanish Stroll                                   | 1261 | 932 | 832 | 1072 | 841 | 624 | 752 | 759 | 913 | 767 | 736 | 868 | 979 | 990 | 1088 | 1193 | 1426 | 1391 | 1505 | 1707 | 1639 | 1654 | 1686 |

1. ↑  Een vetgedrukt getal geeft de hoogste notering aan.
2. ↑  Deze tabel is bijgewerkt tot en met de laatste editie (2024).